# Lea Goldberg
Lea Goldberg (hebr. לאה גולדברג, ur. 29 maja 1911 w Królewcu, zm. 15 stycznia 1970 w Jerozolimie) – żydowska poetka, pisarka, dramaturgiczka, tłumaczka literacka i wykładowczyni na Uniwersytecie Hebrajskim.

## Życiorys
Lea Goldberg we wczesnym dzieciństwie przeniosła się do Kowna, gdzie w 1923 r. jedną czwartą ludności stanowili Żydzi. Podczas I wojny światowej jej rodzina wraz z wieloma innymi Żydami na Litwie została zmuszona przez rosyjski rząd do przeprowadzki na wieś i przez kilka lat mieszkali jako uchodźcy w Bałaszowie (obwód saratowski). W 1918 r. Rodzina Goldbergów wróciła do Kowna, które było wówczas stolicą niepodległej Litwy. Podczas podróży jej ojciec został złapany i torturowany przez bolszewików, co spowodowało jego załamanie psychiczne. Był hospitalizowany w Kownie, rozwiódł się z żoną. W Kownie Goldberg ukończyła żydowskie liceum i uniwersytet, gdzie studiowała literaturę niemiecką i rosyjską oraz semicką. W 1930 r. wyjechała do Berlina i Bonn, gdzie w wieku 22 lat uzyskała stopień doktora. Jej praca dyplomowa dotyczyła samarytańskiego tłumaczenia Biblii. W 1932 roku wróciła do Kowna i stała się wiodącą postacią w Petaḥ, grupie młodych poetów, którzy założyli tytułowe wydawnictwo i organ literacki. Goldberg  zaczęła pisać wiersze po rosyjsku w wieku 11 lat, a w szkole średniej po hebrajsku. W 1935 r. wyjechała do Palestyny, gdzie jako redaktorka i tłumaczka współpracowała z Awrahamem Shlonskim  i zyskała uznanie jako pisarka i badaczka literatury. Założyła dział literatury porównawczej na Uniwersytecie Hebrajskim w Jerozolimie i prowadziła tam wykłady w latach 1955-1970. Napisała także wiele książek dla dzieci, a niektóre z jej wierszy stały się popularnymi piosenkami. Goldberg była jedną z niewielu kobiet-poetek, które zaczęły pisać poezję w języku hebrajskim po I wojnie światowej, kiedy rewolucja syjonistyczna zaczynała się materializować.

## Przypisy

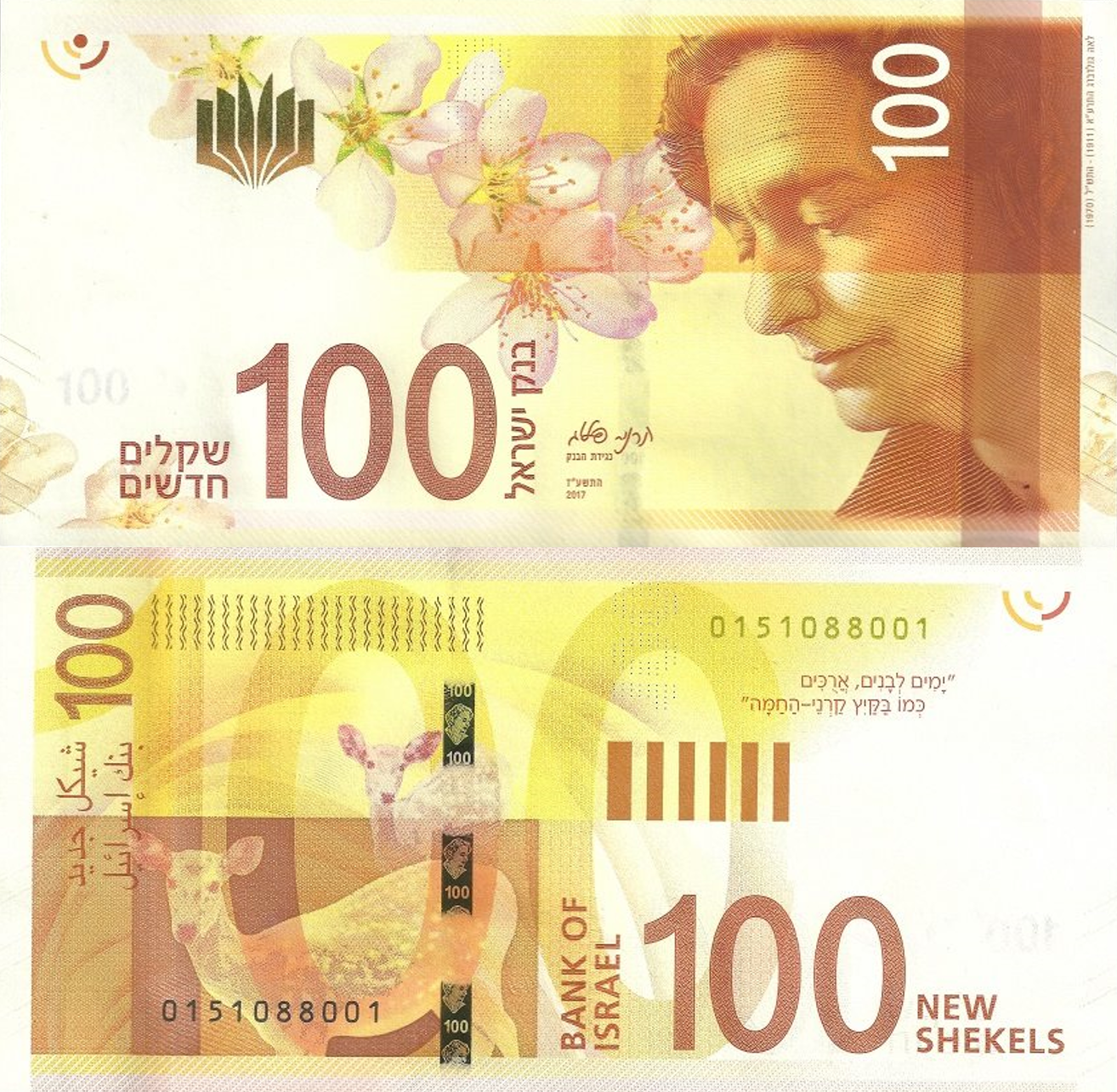
Banknot z Leą Goldberg